# حارة المستشفى (صنعاء)

تعديل مصدري - تعديل

حارة المستشفى هي إحدى حارات حي معين بمديرية معين إحد مديريات العاصمة اليمنية صنعاء، بلغ تعداد سكانها 2212 نسمة حسب تعداد اليمن لعام 2004.